# Nigella Lawson
Pour les articles homonymes, voir Lawson.
Nigella Lawson (née le 6 janvier 1960) est une cuisinière britannique. Elle doit l'essentiel de sa notoriété à la présentation d'émissions de télévision culinaires à la télévision britannique : « Nigella Bites », « Forever Summer » et « Nigella Express ». Ces programmes sont repris par différentes chaînes de télévision aux États-Unis, en Australie, mais aussi en France sur les chaînes thématiques Cuisine.tv et MyCuisine. Elle est également l'auteur de plusieurs livres de recettes, qui se sont vendus à trois millions d'exemplaires dans le monde.

## Biographie
Née le 6 janvier 1960, Nigella Lawson est la fille de Nigel Lawson (devenu depuis Baron Lawson of Blaby), membre du Parti conservateur et Chancelier de l'échiquier dans le gouvernement de Margaret Thatcher, et de Vanessa Salmon. Ceux-ci auront également trois autres enfants : Thomasina, Horatia et Dominic. La famille habite successivement à Kensington, puis à Chelsea, avant que le couple ne divorce en 1980. Les deux anciens époux se remarient quelques années plus tard.
La scolarité de Nigella s'avère assez problématique dans un premier temps : elle change ainsi près de neuf fois d'établissement scolaire entre sa neuvième et sa dix-huitième année. Ceci ne l'empêche pas d'être admise à l'université d'Oxford et d'y obtenir un diplôme en langues modernes et médiévales. Peu après, elle quitte l'Angleterre pour Florence, en Toscane, en Italie.

### Débuts
De retour à Londres, elle commence une carrière de journaliste et fait ses débuts à l'hebdomadaire politique The Spectator. Elle s'essaie peu après à la carrière de critique gastronomique. En 1985, on diagnostique un cancer du foie à sa mère, qui décède peu de temps après.
Revenant au journalisme, Nigella Lawson écrit dans différents journaux tels que The Daily Telegraph, The Observer et le Sunday Times, où elle tient une chronique gastronomique. Elle rédige également des piges pour des magazines américains, tels Gourmet (en) et Bon Appétit (en) tout en effectuant quelques brefs crochets par la télévision et la radio.
C'est durant cette période qu'elle rencontre son premier mari, le journaliste et présentateur de la BBC John Diamond. Leurs noces ont lieu à Venise en 1992. Elle a deux enfants issus de leur mariage : Cosima Thomasina, née en 1994, et Bruno Paul, né en 1996. En 1997, on diagnostique un cancer de l'œsophage à John Diamond. Dans une dernière tentative de vaincre le mal qui le ronge, celui-ci choisit de subir l'ablation de la langue, le privant partiellement de la parole. En 2001, il décède pourtant, à l'âge de 47 ans.

### Succès
En 1998, Nigella commence l'écriture de son premier livre de recettes, How to Eat. Celui-ci se vend à près de 300 000 exemplaires en Grande-Bretagne. Forte de ce succès, elle récidive en 2000 avec son second ouvrage, How to be a Domestic Goddess. Ce dernier titre sera également un succès commercial. En quatre mois, il s'en écoule près de 180 000 exemplaires, ce qui lui vaut d'être nommée « Auteur de l'année » aux British Books Awards (en) en 2001, devançant même J. K. Rowling, pourtant auteur de la saga Harry Potter.
À la même époque, Nigella Lawson est engagée par la chaîne de télévision privée Channel Four. Elle tourne ainsi sa première émission de télévision, « Nigella Bites »,, suivie par près de 1,9 million de téléspectateurs. Du fait de la maladie qui frappe son mari, la série est tournée non pas en studios, mais dans sa propre cuisine : elle peut ainsi s'interrompre et aider son mari le cas échéant. Peu après, elle sort un livre reprenant plusieurs des recettes de l'émission. Ce livre, également nommé Nigella Bites, se vend à près de 300 000 exemplaires au Royaume-Uni.

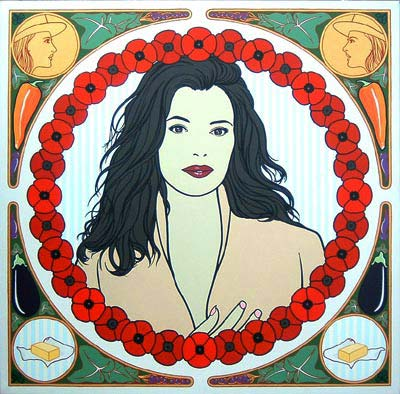

En 2003, elle se remarie avec le marchand d'art d'origine irakienne Charles Saatchi. L'année suivante, Nigella sort un nouveau livre : Feast Food That Celebrates Life. Un an après, elle fait son retour sur les écrans britanniques, cette fois sur la chaîne ITV1. Son émission n'y est suivie que par 800 000 téléspectateurs et rapidement déprogrammée.
Cependant, en 2006, elle signe un nouveau contrat avec la chaîne de service public BBC Two. Son émission « Nigella's Christmas Kitchen » est un succès immédiat avec près de 3,5 millions de téléspectateurs dès la première diffusion. En 2007 débute le tournage de la série « Nigella Express ». Là aussi, ce ne sont pas loin de 2,85 millions de téléspectateurs qui suivent le programme pilote, diffusé sur BBC Two.
Le 7 juillet 2013, Charles Saatchi et elle annoncent leur divorce par presse interposée, après avoir fait les Unes des tabloids pendant plusieurs mois,,.